# EE-T4 Ogum
O EE-T4 Ogum foi um veículo blindado leve desenvolvido no Brasil para uso militar. Foi projetado na segunda metade da década de 1980 pela Engesa-Engenheiros Especializados S/A. Era um veículo extremamente compacto e aerotransportável. Sua concepção previa a utilização do mesmo em vários tipos de missões e configurações, utilizando sempre o mesmo chassis como base.

## Projeto
O Ogum foi inspirado no blindado leve alemão KaH Wiesel. Quando a Engesa começou a trabalhar no Ogum, o Wiesel ainda estava em desenvolvimento e os primeiros exemplares só foram entregues para o Exército da Alemanha no final de 1989.
Por ser um blindado aerotransportado, o mesmo foi projetado para ser pequeno e leve. As dimensões externas do Ogum são compatíveis com o Wiesel alemão, sendo o blindado de origem nacional um pouco mais comprido e um pouco mais largo. As alturas são praticamente equivalentes, diferindo apenas no tipo de torreta adotada. Em relação ao peso, o Ogum é muito mais pesado que o seu equivalente alemão (4,4 toneladas contra 2,8 toneladas).
Seu desenho era convencional, sendo a estrutura formada por uma única peça (monobloco) construída em chapas de aço semelhantes às utilizadas pelos Cascavel e Urutu. Desta forma, de acordo com o fabricante, o veículo possuía uma proteção balística efetiva contra projéteis típicos de infantaria.
O interior do monobloco era dividido, grosso modo, em três compartimentos. Na parte frontal, à direita, localizava-se o conjunto motor/transmissão. Ao lado do motor e ligeiramente recuado em relação à linha central do mesmo, sentava-se o motorista. Este possuía uma escotilha própria para acesso ao seu compartimento.
A parte posterior do veículo, onde se localizava o compartimento da torre, era dominada por um espaço que podia receber diversas configurações, dependendo da versão do veículo. No caso da versão de reconhecimento existia uma escotilha de acesso ao compartimento do comandante do carro.

## Protótipos
Foram construídos quatro protótipos. O primeiro deles teve a sua construção iniciada em novembro de 1985, ficando pronto em maio de 1986. Este primeiro protótipo foi utilizado em ensaios mecânicos e um segundo exemplar logo ficou pronto e foi enviado ao Iraque para testes em campo.
Com os resultados obtidos, decidiu-se modificar alguns pontos do projeto e um terceiro protótipo foi fabricado. Um quarto protótipo foi construído e equipado com uma torreta com duas metralhadoras. Este exemplar foi apresentado na Exposição Internacional de Equipamentos de Defesa em Bagdá em 1989. Com a eclosão da Guerra do Golfo em 1991 não se soube o que o correu com o mesmo.

## Versões
A intenção da Engesa era produzir uma família de blindados baseada no chassi do Ogum. A versão básica de produção seria um veículo de reconhecimento dotado de armamento leve. As versões propostas eram: um mini-APC (Armored Personnel Carrier) para até quatro soldados; um veículo de comando; um veículo ambulância (três feridos); um veículo anticarro; um veículo de transporte de munição e um veículo de transporte de morteiro de 120mm.